# Paolo Canè
Paolo Canè (Bolonha, 9 de abril de 1965) é um ex-tenista profissional italiano.